# Septembre chilien
Pour plus de détails, voir Fiche technique et Distribution.
Septembre chilien est un court métrage documentaire français réalisé par Bruno Muel et Théo Robichet, sorti en 1974.

## Synopsis
La répression organisée par la junte chilienne après le coup d'État de 1973.

## Fiche technique
- Titre : Septembre chilien
- Réalisation : Bruno Muel et Théo Robichet
- Musique : Víctor Jara
- Montage : Valérie Mayoux
- Durée : 39 minutes
- Date de sortie : 1974

## Distinctions
- 1974 : Prix Jean-Vigo du court métrage